# Charlie Fagg
Charles « Charlie » Fagg, né le 18 août 1999 à Durham en Angleterre, est un pilote automobile britannique. Il participe à des épreuves d'endurance aux mains de voitures de Grand tourisme dans des championnats tels que le Championnat du monde d'endurance et la GT4 European Series
Il a remporté le championnat GT4 European Series dans la catégorie silver en 2021 avec l'écurie britannique United Autosports. 

## Carrière

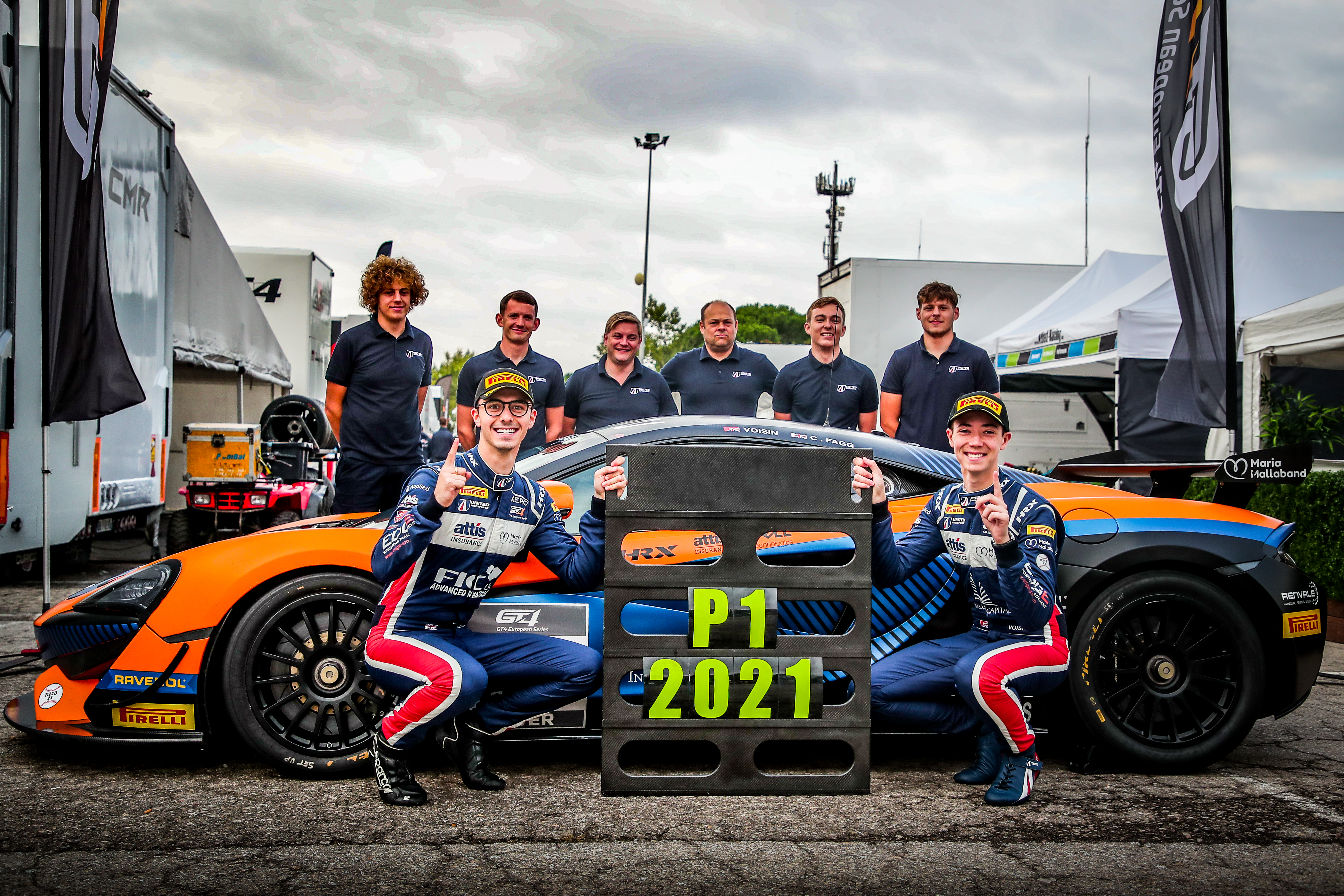
Charlie Fagg & Bailey Voisin, champion GT4 European Series Silver à Barcelone en 2021

En 2019, Charlie Fagg avant rejoint les rangs des McLaren Young Professional.
En 2021, Charlie Fagg avait rejoint l'écurie britannique United Autosports afin de participer pour la seconde année consécutive au championnat GT4 European Series. Il participa ainsi a ce championnat aux mains d'une McLaren 570s GT4 et avec comme coéquipier le pilote britannique Bailey Voisin.
En 2022, à la suite de son titre dans le championnat GT4 European Series dans la catégorie silver, Charlie Fagg avait rejoint l'écurie japonaise D'Station Racing afin de participer au championnat du monde d'endurance aux mains d'une Aston Martin Vantage AMR avec comme coéquipiers les pilotes japonais Tomonobu Fujii et Satoshi Hoshino.

## Palmarès

### Résultats enChampionnat du monde d'endurance
| Année | Écurie           | Châssis                  | Moteur                          | Classe | 1     | 2   | 3   | 4   | 5   | 6   | Position | Points |
| ----- | ---------------- | ------------------------ | ------------------------------- | ------ | ----- | --- | --- | --- | --- | --- | -------- | ------ |
| 2022  | D'Station Racing | Aston Martin Vantage AMR | Mercedes-Benz 4,0 L V8 Bi-Turbo | GTE Am | SEB 6 | SPA | LMS | MON | FUJ | BAH | 6e*      | 12*    |

* Saison en cours.